# Partido da Reforma Progressista (Suriname)
O Partido da Reforma Progressista (em neerlandês: Vooruitstrevende Hervormingspartij, VHP) é um partido político no Suriname. Foi fundado em janeiro de 1949 como uma fusão de três partes para representar a comunidade indiana no país.
O partido ocupa uma posição que abrange o centro político e a centro-esquerda, defendendo uma combinação de políticas social-democrática e social-liberal sob a filosofia da Terceira Via. Durante a história do partido, frequentemente se aliava ao Partido Nacional do Suriname (NPS), que historicamente representava a comunidade afro-surinamesa.[carece de fontes?]
Atualmente este é o maior grupo partidário do país, ocupando  também a Presidência da República, na pessoa de Chan Santokhi, eleito e empossado em julho de 2020.